# 机动战士GUNDAM战记
《机动战士GUNDAM战记》是万代南梦宫娱乐于2009年9月3日于PlayStation 3平台发售的动作游戏。
本作发售当日还发售名为的PS3 Slim主机同捆版。

## 剧情
宇宙世纪0081年，一年战争已经结束了一年多了，地球各地的吉翁残党仍不时发动对地球联邦的袭击。为了扫荡各地的吉翁残党，地球联邦成立了由于格·库朗担任队长的“幻靈肅清隊”（Phantom Sweep Corps）。另一方面，埃里克·布兰克率领吉翁残党的“無影騎士團”（Invisible Knights Corps），抢夺了被联邦军接收的伊夫里特夜袭型，拉开了“水天之泪”作战的序幕。

## 登场人物

### 地球联邦军

#### 幻靈肅清隊
执行吉翁军残党扫荡任务的地球联邦军游击特务部队。
（Hugues Courand，声：东地宏树）
32岁，大尉军衔。在一年战争的41号作战（加利福尼亚基地反攻作战）中，所属的第04部队中所有的部下全部阵亡。军中一部分人揶揄其为“部下杀手”。
吉翁军残党扫荡部队“幻靈肅清隊”队长。
（Cherie Allison，声：中村千绘）
24岁，女。
休·卡特（Hugh Carter，声：家中宏）
28岁。
瑪歐·梁（Mao Lian/Mao Liang，声：安藤麻吹）
27岁，女。于格的顶头上司。“幻靈肅清隊”的指挥官。
在漫画中马奥·利安是于格的前女友。
鲍勃·罗克（Bob Rock，声：緒方賢一）
45岁。在《機動戰士GUNDAM外傳 殖民地墮落之地》中就有登场。

#### 其他
高德溫·達雷爾（Godwin Darrel，声：大友龙三郎）
45岁，准将。“幻靈肅清隊”的直属上司
斯图尔特（Stuart）
仅在本作漫画《机动战士敢达战记U.C.0081 -水天之泪-》中登场。《机动战士高达0080：口袋里的战争》中登场的人物。
在本作的0081年担任飞马级两栖攻击舰“纯血骏马”号的舰长。

### 吉翁军

#### 無影騎士團
执行“水天之泪”作战的吉翁军部队。
艾瑞克·布蘭科（Erik Blanke，声：内田夕夜）
20岁。旧吉翁公国名门出身的青年軍官。無影騎士團队长。
（Ailos Bade，声：浜田贤二）
20岁。
弗里茨·鲍尔（Fritz Bauer，声：鸟海浩辅）
20岁。
菲莉妮·伊士泰爾（Philine Istel/Figline Istel，声：藤村步）
18岁，女。
克里斯多·狄亞（Christo Doerr，声：小山刚志）
25岁。

## ONA
游戏《机动战士GUNDAM战记》其中一个初回特典就是动画《机动战士GUNDAM战记 avant-title（機動戦士ガンダム戦記 アバンタイトル）》，时長约7分钟。
剧情为于格·库朗与埃里克·布兰克在阿·巴瓦·库战役时双方的遭遇。

### 登场兵器
联邦军
- RGM-79GS 吉姆指挥型宇宙式样（于格·库朗机）（GM COMMAND）
- RGM-79 吉姆
- RGC-80 吉姆加农
- RB-79 铁球
- RX-78-2 高达（阿姆罗机）
- RX-77-2 钢加农（203号机）[註 3]
- 萨拉米斯级巡洋舰
- 哥伦布级补给舰（COLUMBUS）
- 白色基地

吉翁军
- MS-14 勇士（埃里克·布兰克机）
- MS-14C 勇士加农
- MS-06 扎古II
- MS-09R 力克·大魔
- MS-09RS 夏亚专用型力克·大魔
- MA-05 毕格罗
- 吉翁号（夏亚·阿兹纳布尔机）
- ドロワ号宇宙空母 （DOLOWA）
- 姆塞级轻巡洋舰
- ガトル（GATTLE）